# Siodło pod Trzema Kopcami
Siodło pod Trzema Kopcami (990 m n.p.m.) – płytkie i szerokie siodło w Paśmie Klimczoka i Szyndzielni w Beskidzie Śląskim, pomiędzy szczytami Trzy Kopce (1082 m) i Stołów (1035 m).
Przełęcz jest całkowicie porośnięta lasem. Jej północno-wschodnie stoki opadają do dolinki potoku Barbara i znajduje się na nich Rezerwat przyrody Stok Szyndzielni. Stoki południowo-zachodnie opadają do dolinki potoku Niemczata. Nieco powyżej przełęczy między nią a szczytem Stołowa jest Jaskinia w Stołowie.
Przez Siodło pod Trzema Kopcami biegnie granica między miastami Szczyrk i Bielsko-Biała (a dokładniej jego częścią Wapienica). Przez przełęcz biegną też żółty szlak turystyczny. Na odcinku od Klimczoka do Błatniej odległość wynosi 4 km, suma podejść 80 m, suma zejść 230 m, czas przejścia 1:10 godz., z powrotem 1:20 godz. Na przełęczy dołącza do nich droga leśna wiodąca południowymi stokami masywu Klimczoka.